# Серемо
Серемо (рус. Озеро Серемо) моренско је језеро на северозападу европског дела Руске Федерације. Налази се на на подручју Валдајског побрђа, у Фировском рејону на северу Тверске области.
Језеро обухвата акваторију површине 19,62 км², округле је физиономије са максималном дужином од 5,1 км, односно ширином до 4,2 километра. Површина језера про просечном водостају лежи на надморској висини од 222 метра. Просечна дубина је 1,8 метара, максимална до 3 метра. Укупна дужина обалске линије је 16,4 километра.
Из јужног дела језера отиче река Серемуха која преко језера Селигер повезује ово језеро са басеном Волге. Његове обале су доста ниске, замочварене и обрасле густим шумама. На западу језеро се наставља на Островновску мочвару.
Недалеко од језера налазе се још два мања језера – Граничноје и Тихмењ која су преко река Граничнаја и Шлина повезана са басеном реке Неве.